# Silverdale (Pennsylvania)
Silverdale  è una borough degli Stati Uniti d'America, nella contea di Bucks nello Stato della Pennsylvania. Secondo il censimento del 2010 la popolazione è di 871 abitanti.

## Società

### Evoluzione demografica
La composizione etnica vede una maggioranza di quella bianca (99,00%), seguita dagli afroamericani (0,20%) dati del 2000.
| borough di Silverdale Popolazione |       |
| 2000                              | 1.001 |
| 2010                              | 871   |